# Дюваль, Леон-Этьен
Леон-Этьен Дюваль (фр. Léon-Étienne Duval; 9 ноября 1903, Шене, Франция — 30 мая 1996, Алжир, Алжир) — алжирский кардинал. Епископ Константины с 3 ноября 1946 по 3 февраля 1954. Архиепископ Алжира с 3 февраля 1954 по 19 апреля 1988. Кардинал-священник с 22 февраля 1965, с титулом церкви Санта-Бальбина с 25 февраля 1965.